# جين كينيدي (ممثلة)
جين كينيدي (بالإنجليزية: Jayne Kennedy)‏ هي متسابقة ملكة الجمال وعارضة وصحفية ومعلقة رياضية وممثلة أمريكية، ولدت في 27 أكتوبر 1951 في واشنطن العاصمة في الولايات المتحدة.

## وصلات خارجية
- جين كينيدي (ممثلة) على موقع IMDb (الإنجليزية)
- جين كينيدي (ممثلة) على موقع أول موفي (الإنجليزية)
- جين كينيدي (ممثلة) على موقع إن إن دي بي (الإنجليزية)
- جين كينيدي (ممثلة) على موقع قاعدة بيانات الفيلم (الإنجليزية)